# 元荡
元荡，又名元荡湖、阮荡，状如鼋，是一个位于中华人民共和国江苏省蘇州市吴江区的湖泊，其中四分之一属上海市青浦区。平均水面面积约为12.97平方千米，蓄水量0.18亿立方米。2005年2月，列入江苏省湖泊保护名录。